# Política educativa de Brasil
La política educativa en Brasil ha recibido importancia por parte de los gobiernos federal y locales desde 1995. En ese momento, el gobierno del presidente Fernando Henrique Cardoso y el Ministerio de Educación de Brasil comenzaron a perseguir tres áreas de la política educativa nacional:
- Igualación de la financiación de la educación;
- Transferencias de efectivo condicionadas;
- Medición de resultados educativos.[2]

Según el Banco Mundial, estas políticas nacionales de educación se han alineado con las mejores prácticas mundiales, y la implementación ha sido sostenida y eficaz para mejorar el desempeño y los resultados de la educación en Brasil. Aunque Brasil ha logrado avances significativos en la mejora de las habilidades de la fuerza laboral, el país se encuentra por debajo del promedio con respecto a los niveles de aprendizaje, las tasas de finalización de la secundaria y la eficiencia del flujo de estudiantes, en comparación con la OCDE y otros países de ingresos medianos. Además, las tasas de inasistencia y deserción también han ido en aumento. Estos factores son especialmente elevados en las zonas de ingresos más bajos donde la calidad de la educación se mantiene en gran medida por debajo de los niveles esperados.

## Derechos constitucionales a la educación
El gobierno federal brasileño legisla la dirección de la educación nacional, desarrolla planes educativos nacionales y brinda asistencia técnica y financiera a los estados, el Distrito Federal y los municipios para el desarrollo de los sistemas educativos. La Constitución Federal de Brasil describe los derechos educativos de los ciudadanos brasileños en el Título VIII, Capítulo III, Sección 1.
- La educación es un derecho de todos y un deber tanto del Estado como de las familias, en cooperación con la sociedad en general. El fin de la educación se define como el pleno desarrollo de la persona, la calificación para el trabajo y la participación como ciudadano (artículo 205).
- La educación se proporcionará sobre la base de I. igualdad de condiciones de acceso a la escuela; II. libertad para aprender, enseñar, investigar y expresar pensamiento, arte y conocimiento; III. pluralismo de ideas y convivencia de escuelas públicas / privadas; IV. educación pública gratuita; V. valoración de los profesionales de la enseñanza con salarios mínimos basados en exámenes y credenciales; VI. administración democrática; y VII. garantía de calidad (artículo 206).
- Las universidades tienen una autonomía significativa, pero tienen el requisito de cumplir con la no disociación de la docencia, la investigación y la extensión (artículo 207).
- El estado cumplirá con su deber educativo asegurando I. educación primaria obligatoria y gratuita; II. educación secundaria progresivamente universal; III. educación especializada para discapacitados; IV. asistencia para la educación de la primera infancia; V. acceso a la educación superior, la investigación y las artes; VI. cursos nocturnos regulares; asistencia mediante programas complementarios de material escolar, transporte, alimentación y salud (artículo 208).
- La docencia está abierta a la empresa privada siempre que cumplan con las normas de educación nacional y estén autorizadas y evaluadas por el gobierno (artículo 209).
- Se establecerán planes de estudio mínimos para las escuelas primarias a fin de garantizar una educación nacional común. Sin embargo, algunos temas como la religión son opcionales y las comunidades indias pueden utilizar su propio idioma y métodos de aprendizaje (artículo 210).
- La Unión, los estados, el Distrito Federal y los municipios cooperarán para organizar actividades educativas; cada órgano de gobierno asumirá un papel diferente (artículo 211).

## Políticas de transferencia de efectivo condicional
Brasil ofrece programas de transferencia de efectivo condicional (CCTs, por su idioma en inglés) y hasta enero de 2011 era uno de los países con la mayor cantidad de programas de este tipo. Se considera que las transferencias son brindadas al 26 % de la población.

### Bolsa Escola
Bolsa Escola es un programa de transferencia de efectivo que proporcionó pagos en efectivo a familias pobres con niños de 6 a 15 años a cambio de su inscripción en la escuela y su asistencia de al menos el 85 % de los días escolares. El programa fue implementado por primera vez en 1995 por los municipios de Brasilia (Distrito Federal) y Campinas (en el estado de São Paulo). En tres años, más de 50 municipios de siete estados implementaron programas similares. Después de estas exitosas experiencias locales de TMC a mediados de la década de 1990, las CCT cobraron impulso en el Congreso, lo que llevó al gobierno del presidente Fernando Henrique Cardoso a crear el programa Federal Bolsa Escola en abril de 2001.
A fines de 2001, se había implementado en el 98 % de los 5561 municipios brasileños, proporcionando estipendios a más de 8,2 millones de niños de 4,8 millones de familias, a un costo de más de 700 millones USD. En octubre de 2003, el presidente Luis Inácio Lula da Silva unificó Bolsa Escola y otros tres programas federales de transferencias de efectivo en un solo programa denominado Bolsa Família.

### Bolsa Família
Bolsa Família (Asignación familiar) es un programa de bienestar social que proporciona ayuda financiera a las familias brasileñas pobres. Las familias deben asegurarse de que sus hijos asistan a la escuela y estén vacunados. Los objetivos duales del programa son reducir la pobreza a corto plazo mediante ayuda monetaria directa y luchar contra la pobreza a largo plazo mediante el aumento de las habilidades educativas y experimentales entre los pobres a través de subvenciones en efectivo condicionadas.
The Economist describió a Bolsa Família como un «esquema contra la pobreza inventado en América del Sur» (que) «está ganando adeptos en todo el mundo». Bolsa Familia es actualmente el programa de transferencias monetarias condicionadas más grande del mundo, aunque el programa mexicano Oportunidades fue el primer programa nacional de este tipo. El programa Bolsa Familia ha sido mencionado como un factor que contribuyó a la reducción de la pobreza en Brasil, que cayó 27,7 % durante el primer mandato de la administración de Lula. Aproximadamente 12 millones de familias brasileñas reciben fondos de Bolsa Família, que ha sido descrito como "el programa más grande de su tipo en el mundo".

## Evaluación educativa
El Instituto Nacional de Estudios e Investigaciones Educativas (Instituto Nacional de Estudos e Pesquisas Educacionais Anísio Teixeira (INEP)) es el órgano de evaluación del Ministerio de Educación. Fue creado en 1990 para recopilar, procesar y analizar datos sobre educación en Brasil.

### La Evaluación Nacional de Educación Básica y el Prova Brasil
La Evaluación Nacional de Educación Básica (Sistema Nacional de Evaluación de la Educación Básica (SAEB)) y el Prova Brasil («Prueba de Brasil») son dos exámenes que componen el Sistema de Evaluación de la Educación Básica en Brasil.
La SAEB fue la primera iniciativa nacional brasileña para medir en profundidad el sistema educativo brasileño. Se desarrolló a fines de la década de 1980 y se aplicó por primera vez en 1990. En 1995, SAEB se reestructuró para permitir la comparación del desempeño de un año a otro. Desde la primera evaluación, ha proporcionado datos sobre la calidad de los sistemas educativos del Brasil en su conjunto, las regiones geográficas y las unidades federales (estados y distritos federales). El SAEB lo realiza el INEP / Ministerio de Educación cada dos años. Las pruebas de lengua portuguesa y matemáticas son realizadas por una muestra de alumnos matriculados en 4º y 8º de primaria y también en 3º de bachillerato, en escuelas públicas y privadas ubicadas tanto en zonas urbanas como rurales. Los resultados se agregan para cada estado del Brasil y para el Brasil en su conjunto.
La evaluación de Prova Brasil se estableció en 2005, debido al deseo de obtener más detalles más allá de los incluidos en el SAEB. Amplió el rango de resultados proporcionando datos no solo para Brasil y los estados brasileños, sino también para cada municipio y escuela participante. El Prova Brasil evalúa a todos los estudiantes de educación pública urbana en los grados 4 y 8 de la escuela primaria, educación primaria pública en las escuelas estatales, niveles municipales y federales de las escuelas rurales y urbanas que tienen al menos 20 estudiantes matriculados en el grado evaluado. La metodología de las dos evaluaciones es la misma y se han utilizado en combinación desde 2007, pero los estudiantes toman una u otra y nunca ambas.
Los resultados del SAEB y Prova Brasil se distribuyen al público de Brasil y cualquiera puede consultar los resultados en línea.